# Bolungarvíkurkaupstaður

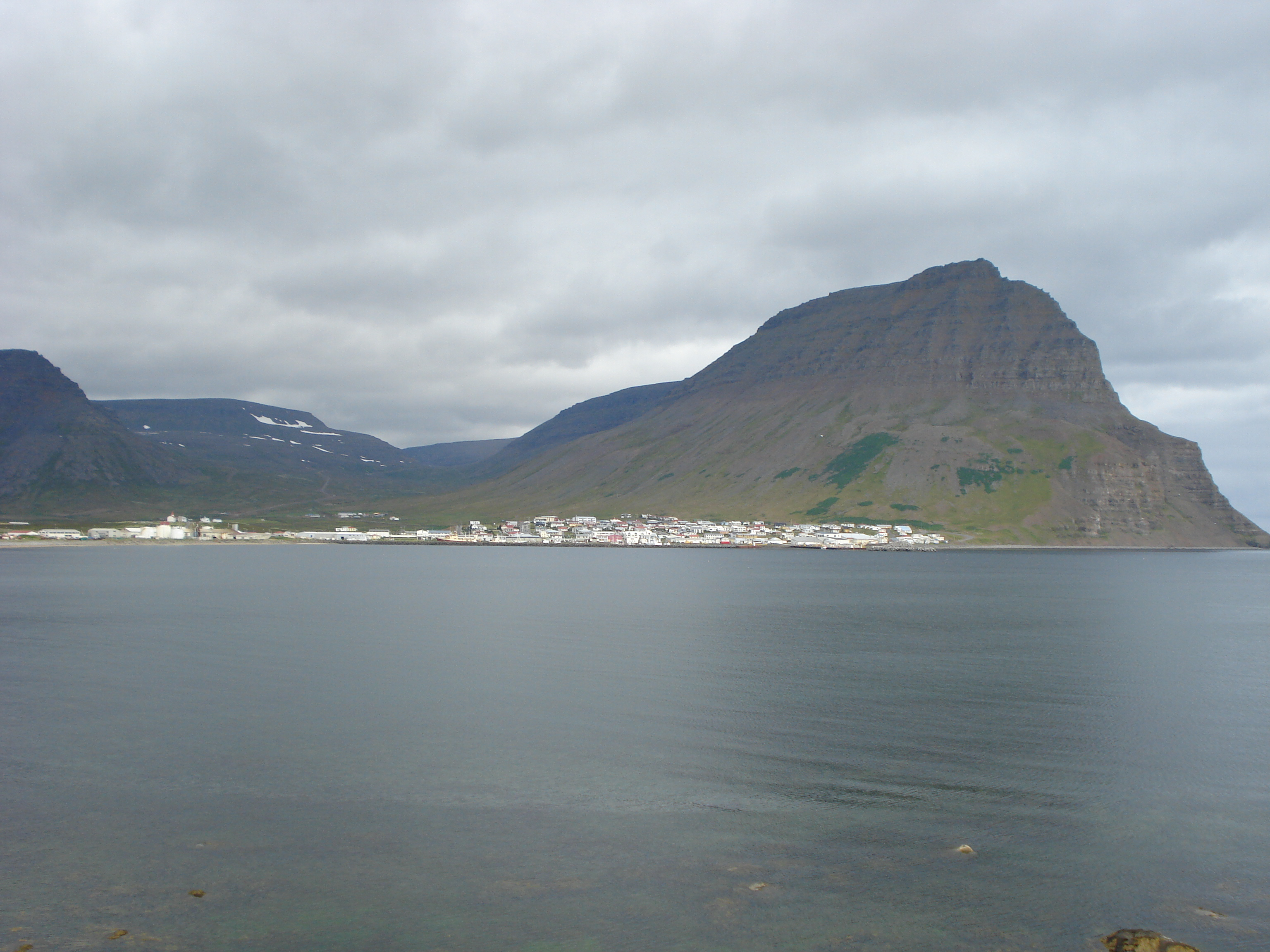
Bolungarvík

Bolungarvíkurkaupstaður är en kommun i republiken Island. Den ligger i regionen Västfjordarna, i den nordvästra delen av landet, 230 km norr om huvudstaden Reykjavik. Kommunens huvudort är Bolungarvík. Invånarantal 2022 är 956 personer.